# Eulasia baumanni
Eulasia baumanni är en skalbaggsart som beskrevs av Mitter 1996. Eulasia baumanni ingår i släktet Eulasia och familjen Glaphyridae. Inga underarter finns listade i Catalogue of Life.